# キャプテントキオ
『キャプテントキオ』は、2007年2月17日に公開された日本映画。上映時間95分。
ウエンツ瑛士の初主演、石立鉄男の遺作となった作品である。

## ストーリー
西暦20XX年、マグニチュード10の大地震により壊滅した東京都。そこで成長する高校生を描く。

## 出演者
- フルタ：ウエンツ瑛士
- ニッタ：中尾明慶
- アロハ：いしだ壱成
- モヒカン：渋川清彦
- タムラ：飯田一期
- 映画屋：渡辺一志
- カンナ：山岡由実
- 女王：藤谷文子
- スタァ俳優：設楽統（バナナマン）
- 老人：石立鉄男
- 署長：日村勇紀（バナナマン）
- 都知事：泉谷しげる
- ダンディ坂野
- PANTA
- ナレーション：千葉繁

## スタッフ
- 監督・脚本：渡辺一志
- 音楽：PANTA
- 主題歌：HiGE「ドーナツに死す」
- 撮影：岡雅一
- 照明：上田雅晴
- 録音：永口靖
- 編集：加藤雄樹
- 美術：磯見俊裕、黒川通利
- 整音：小宮元（Cinema Sound Works）
- 助監督：村田啓一郎、加藤雄樹
- 模型制作：メジロスタジオ
- VFX：浅田伸
  - VFX協力：オムニバス・ジャパン
- ガンエフェクト：パイロテック
- カースタント：アクティブ21
- アニメーション協力：ジェー・シー・スタッフ
  - 制作：松倉友二
  - 美術：廣瀬義憲
- 特別イラスト協力：Terry Johnson（湯村輝彦）
- ロケ協力：北九州市、北九州フィルムコミッション ほか
- ラボ：ヨコシネ ディー アイ エー
- ラインプロデューサー：鈴木嘉弘、松岡利光
- プロデューサー：小澤俊晴
- 製作者：小澤俊晴、周防郁雄、井波洋、村山創太郎、小谷靖
- 制作プロダクション：プログレッシブ・ピクチャーズ
- 製作委員会メンバー：プログレッシブ・ピクチャーズ、バーニングプロダクション、ビクターエンターテインメント、ビッグショット、Entertainment Farm
- 配給：プログレッシブ・ピクチャーズ、ディーライツ

## アルバム
1. キャプテントキオ　- SOUND AND MUSIC ALBUM-（2007年2月17日）
  1. 「東京都知事閣下に敬礼！」
  2. 新東京都の歴史　ナレーション／千葉繁 [音楽：銃をとれ！(LIVE VERSION)／頭脳警察]
  3. ゲリラ撮影　[音楽：嵐が待っている～飛翔＜ひらめく旗の下で＞／頭脳警察]
  4. コミック雑誌なんか要らない／扇愛奈
  5. 間違いだらけの歌／扇愛奈
  6. 『メキシコの烙印』のテーマ
  7. 「コマーシャルなんかやってられるか！」
  8. サラブレッド／頭脳警察
  9. 「これがエンターテイメントだ！」
  10. 新・東京都歌／キャプテントキオ（泉谷しげる）
  11. 新東京都民へのプロパガンダ演説
  12. あばよ東京／頭脳警察
  13. ある老俳優の独白[音楽：真夜中のマリア／頭脳警察]
  14. 署長の電話相談
  15. 悪たれ小僧／髭（HiGE）
  16. 「くそガキどもが、はじけやがって…」
  17. Blood Blood Blood（LIVE VERSION）／頭脳警察
  18. 時代はサーカスの象にのって／PANTA
  19. ドーナツに死す（主題歌）／髭(HiGE)
  20. <Bonus Track> CAPTAIN-TOKIO／NHK東京児童合唱団